# 李恩惠 (政治人物)
李恩惠（韓語：리은혜，1955年8月10日—），曾在朝鲜民主主义人民共和国教導特工，其名字由来是“金日成的恩恵”。大韩航空858号班机空难发生后，金賢姬被认为是犯罪嫌疑人。金賢姬被捕後，供出她的日語及日本生活習慣是一名叫做李恩惠的女人所教導。
日本方面怀疑此人是日本人，因此使「朝鮮綁架日本人問題」受到關注。日本政府介入調查後，聲称李恩惠是被绑架的日本人田口八重子。田口八重子於1978年6月從東京失踪，留下了兩個非常年幼的孩子。朝鮮當局聲稱田口八重子在30歲時去世，但是沒有提供任何可信的證據來支持這個說法。